# 1971年印巴战争
1971年印巴战争，也被称为第三次印巴战争，是1971年12月印度与巴基斯坦两国之间的战争。该战争与孟加拉国独立战争密切相关。
印度、孟加拉及國際上一般認為巴基斯坦在1971年12月3日空襲11個印度空軍基地的「成吉思汗行動」是這次戰爭的開始。
戰爭期間，印度與巴基斯坦的軍隊在東部和西部戰場交戰。當東巴基斯坦（今孟加拉國）的巴基斯坦軍隊在1971年12月16日投降時，戰爭在實質上結束，东巴基斯坦亦脫離巴基斯坦成為一個獨立主权國家。在東巴基斯坦，約9萬名巴國武裝部隊人員，包括準軍事人員成為戰俘。

## 背景
1971年8月9日，《印蘇友好合作條約》落地，其中提到了苏联对印度的军事援助。
這次印度與巴基斯坦的衝突由孟加拉國獨立戰爭引發。
1971年3月27日，巴基斯坦軍隊一名少校齊亞·拉赫曼以謝赫·穆吉布·拉赫曼的名義宣佈孟加拉獨立。4月，孟加拉國人民聯盟領導人在梅黑爾布爾縣成立一個臨時政府。東巴基斯坦步槍隊變節支持叛亂者。由正規軍及游擊隊組成的孟加拉部隊「解放軍」成立。

## 印度在孟加拉國獨立戰爭的參與
巴基斯坦軍隊在東巴基斯坦發動探照燈行動，進行針對孟加拉族的屠殺，特別是印度教徒少數族裔、知識分子及民族主義者，引致約1000萬人從東巴基斯坦逃入印度避難。這股難民潮在經濟上對印度構成沉重負擔。
印度總理英迪拉·甘地在1971年3月27日表示她的政府全力支持東巴基斯坦人民的獨立鬥爭。稍後流亡的東巴基斯坦軍官聯合印度情報人員，開始在難民營招募及訓練解放軍游擊隊員。

## 战争后果
本次战争导致孟加拉国脱离巴基斯坦独立。印度接受巴基斯坦提出的联合国军停战方案。